# Kroktjärnet (Södra Finnskoga socken, Värmland, 672749-133359)
Kroktjärnet är en sjö i Torsby kommun i Värmland och ingår i Göta älvs huvudavrinningsområde. Sjön är 5,6 meter djup, har en yta på 0,033 kvadratkilometer och är belägen 422 meter över havet. Vid provfiske har abborre fångats i sjön.